# 8718-as mellékút (Magyarország)
A 8718-as számú mellékút egy bő 10 kilométer hosszú, négy számjegyű országos közút Vas vármegye területén; Bozsok községet köti össze Lukácsházával és a 87-es főúttal.

## Nyomvonala
A 87-es főútból ágazik ki, annak a 40+600-as kilométerszelvénye közelében, Lukácsháza központjában, nyugat felé. Alig 400 méteren át húzódik belterületen, majd a település nyugati szélén átszeli a Gyöngyös-patakot, majd nagyjából 800 méter után átlépi Kőszegdoroszló határát. A községet 2,3 kilométer után éri el, és alig több mint egy kilométerrel arrébb már maga mögött is hagyja, belterületi szakasza a Fő utca nevet viseli.

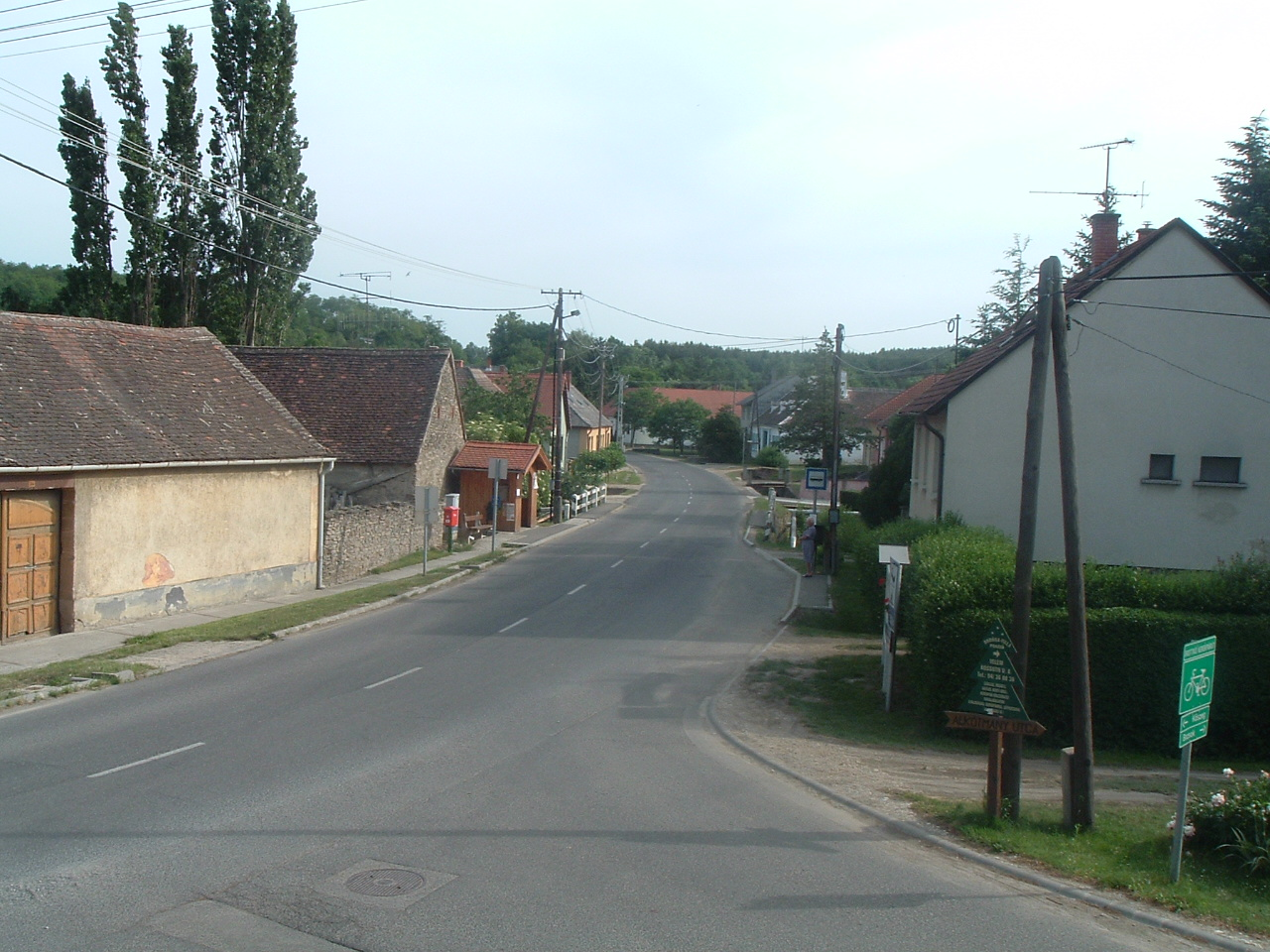
Az út Kőszegszerdahely központjában, a velemi elágazástól dél felé nézve; a távolabbi villanyoszlop mögött kivehető a Szerdahelyi-patakon áthaladó híd betonkorlátja

Majdnem pontosan a negyedik kilométerénél éri el Kőszegszerdahely keleti határszélét, a faluba 4,6 kilométer után lép be, ott nyugati irányban húzódva, Szombathelyi utca néven. Az ötödik kilométere táján beletorkollik északról, Kőszeg felől a 8719-es út, onnantól a Kossuth Lajos utca nevet viseli. A központba érve, az 5+350-es kilométerszelvénye közelében délnek fordul, illetve kiágazik belőle északnyugat felé a 87 126-os számú mellékút, amely Velem községbe vezet. Kicsivel ezután kilép a község lakott területei közül és 5,6 kilométer után már külterületen jár.
6,6 kilométer után érkezik meg Bozsok határai közé, a község északkeleti szélét 7,7 kilométer után éri el. Rákóczi utca néven vezet végig, délnyugati irányban a település központján, majd annak déli részét elérve nyugatnak fordul és a Batthyány Ferenc utca nevet veszi fel; délnyugat felől ugyanott beletorkollik a 8717-es út. A 9. kilométerétől az út újra külterületen halad, majd a tizedik kilométere táján eléri a bozsoki határátkelőhely még megmaradt régi épületeit. Kilométer-számozása az országhatár vonalában ér véget, folytatása már az ausztriai L242-es útszámot viseli, Rohonc (Rechnitz) központjáig.
Teljes hossza, az országos közutak térképes nyilvántartását szolgáló kira.gov.hu adatbázisa szerint 10,092 kilométer.

## Települések az út mentén
- Lukácsháza
- Kőszegdoroszló
- Kőszegszerdahely
- Bozsok